# Joachim Dreifke
Joachim Dreifke (født 26. december 1952 i Greifswald) en en tysk tidligere roer og olympisk guldvinder.

## Karriere

### Roning
Dreifkes første store internationale resultat kom ved VM i 1975, hvor han i dobbeltsculleren var med til at vinde sølv for DDR.
Ved OL 1976 i Montreal stillede han op i singlesculler, og han blev først nummer tre i sit indledende heat, hvilket var nok til at gå videre. I semifinalen gik han også akkurat videre med en ny tredjeplads, og i finalen var det den regerende verdensmester, Peter-Michael Kolbe fra Vesttyskland, der førte indtil de sidste 100 meter, hvor han blev overhalet af finnen Pertti Karppinen, der vandt en overraskende sejr foran Kolbe, mens Dreifke et stykke efter sikrede sig bronzen.
Året efter blev Dreifke verdensmester i samme disciplin, inden han i 1978 kom med i den østtyske dobbeltfirer, der vandt VM-guld dette og det følgende år.
I 1980 roede han dobbeltsculler sammen med Klaus Kröppelien, og denne duo stillede op for DDR ved OL samme år i Moskva. Østtyskerne vandt deres indledende heat ganske sikkert, og i finalen vandt de guld med et forspring på to sekunder ned til Zoran Pančić og Milorad Stanulov fra Jugoslavien på andenpladsen, mens Zdeněk Pecka og Václav Vochoska fra Tjekkoslovakiet blev nummer tre.
Kröppelien og Dreifke vandt derpå VM-guld året efter samt -sølv i 1982 i dobbeltsculleren. I sin sidste sæson som eliteroer var han tilbage i dobbeltfireren og dermed med til at vinde VM-sølv dette år.
Han vandt desuden i alt ti østtyske mesterskaber i de forskellige sculler-typer, heraf seks i dobbeltfireren.

### Videre karriere
Dreifke var udlært automekaniker, men var beskæftiget i det østtyske marinekorps.

## OL-medaljer
- 1980:  Guld i dobbeltsculler
- 1976:  Bronze i singlesculler